# José Izquierdo Durán
José Bienvenido Izquierdo Durán - firmaba Yzquierdo Durán - (Tuy, 22 de marzo de 1890 -  Madrid 23 de octubre de 1939) fue un ilustrador y caricaturista español.

## Carrera

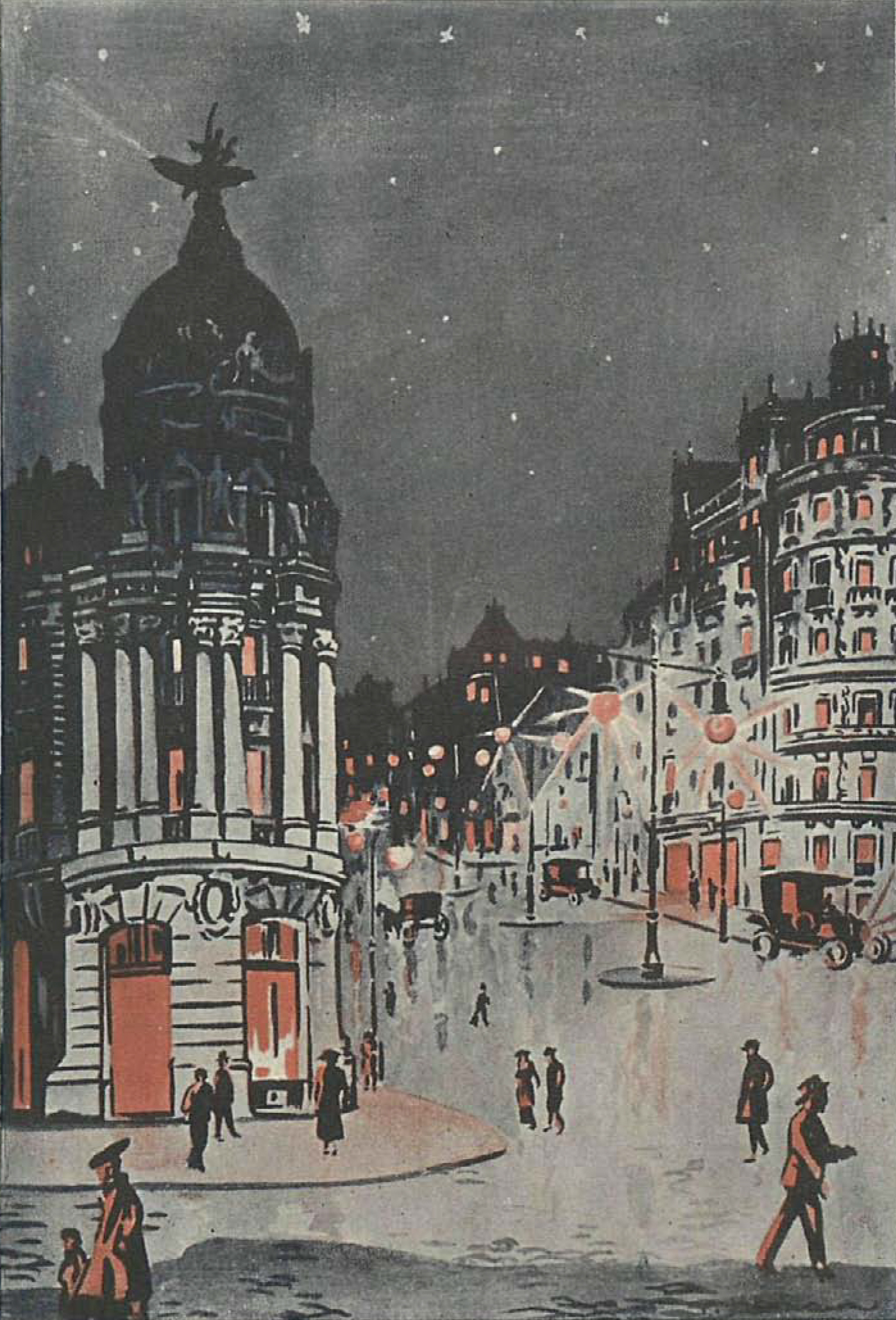
"Perspectivas de Madrid. La Gran Vía por el arranque de la calle de Alcalá" (Gran Vida, 1917)

Hijo del abogado José Izquierdo Sarmiento y de Concepción Durán Mera, aprobó oposiciones al Ministerio de Hacienda y vivió en Madrid desde 1911. Dibujó portadas para Vida Gallega, Mundo Gráfico y Nuevo Mundo y publicidad para La Toja y Osram. Colaboró en Alrededor del Mundo, Muchas Gracias, Gran Vida y La Esfera. Ilustró colecciones literarias como El cuento azul, La Novela de Hoy, La Novela Mundial, Novelistas, Los Poetas, El Teatro Moderno, La Novela Pasional, La Novela de Noche, Biblioteca para Todos, Colección Liliput y otras. 
Miembro de la UGT y de la  Agrupación Socialista Madrileña, al finalizar la guerra civil española fue condenado a muerte. Murió en la cárcel de Porlier.